# Piece (아라가키 유이의 노래)
Piece는 2009년 2월 25일에 발매된 아라가키 유이의 세 번째 싱글이다.

## 트랙 리스트
1. piece
작사, 작곡 : 가와에 미나코
2. スパークル
작사 : 아라가키 유이 / 작곡 : 지노 요시히코
3. あなたに
작사 : 우에즈 기요사쿠 / 작곡 : 몽골800
4. piece (naked voice ver.)
5. piece (instrumental)

## 순위
- 최고순위 7위 (오리콘 차트)